# Tormersdorf
Tormersdorf (polnisch Prędocice, obersorbisch Tormarjecy) ist eine Wüstung im Norden der Stadt-und-Land-Gemeinde Pieńsk (deutsch Penzig) im Landkreis Zgorzelec in der polnischen Woiwodschaft Niederschlesien. Sie liegt am rechten Ufer der Lausitzer Neiße direkt gegenüber der Stadt Rothenburg/O.L.

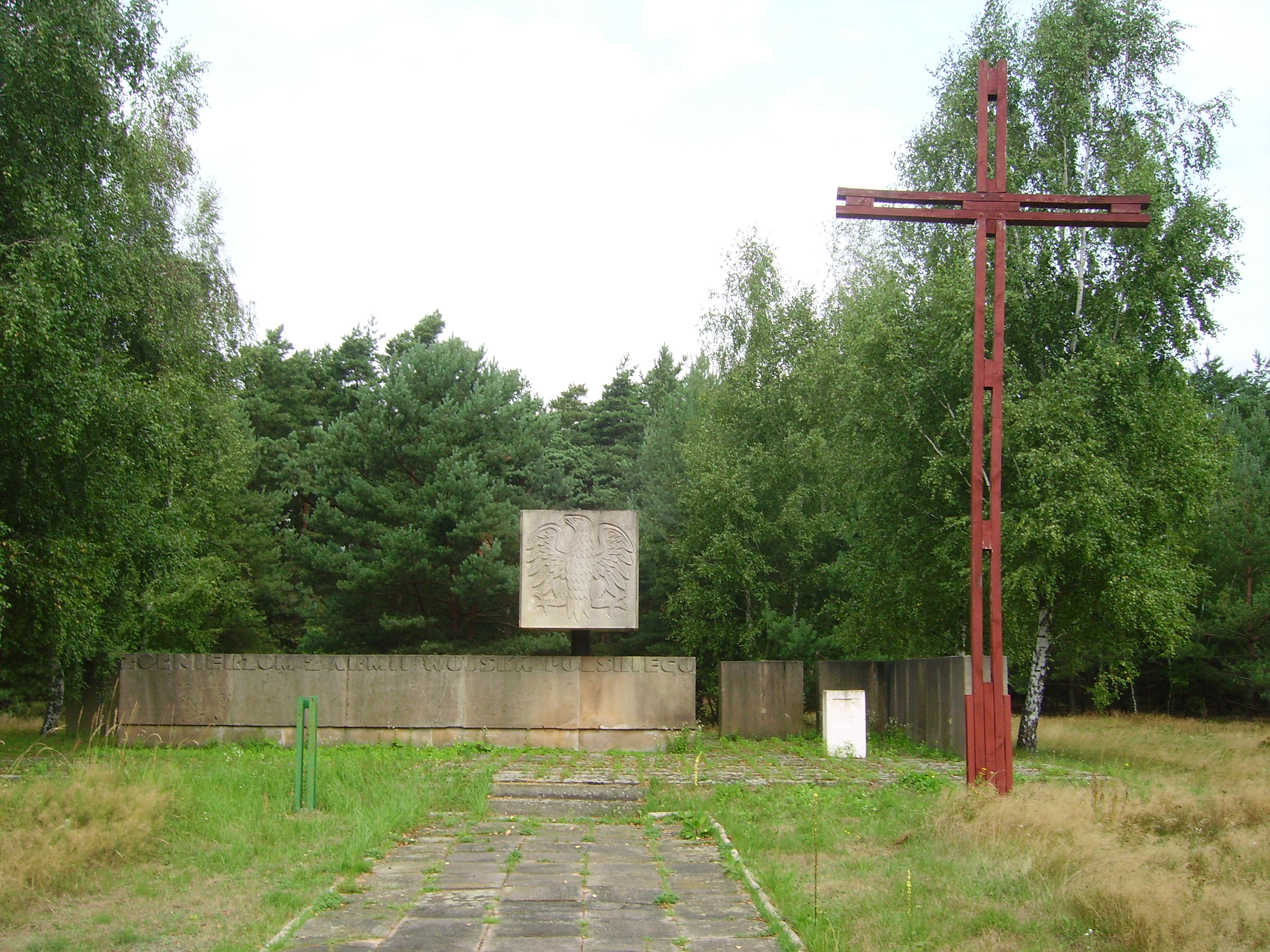
Polnisches Denkmal in der Wüstung Tormersdorf für die Opfer des Zweiten Weltkriegs.

Im geschichtlichen Bewusstsein blieb das 1945 zerstörte Dorf vor allem auf Grund des Judenghettos, das 1941 auf dem Tormersdorfer Gelände des Rothenburger Martinshofes eingerichtet wurde und in dem zeitweise über 700 Juden lebten.

## Geschichte

### Allgemeine Geschichte
| Jahr | Einwohner |
| ---- | --------- |
| 1840 | 431       |
| 1910 | 563       |
| 1919 | 474       |
| 1933 | 676       |
| 1939 | 696       |

Die urkundliche Ersterwähnung des Ortes datiert in das Jahr 1390, als im Görlitzer Liber actorum 1389–1413 ein „Hannus de Tormasdorf“ erwähnt wird. 1392 erscheint in der gleichen Quelle „Conrad de Tormersdorf“. 1403 kaufte Hans von Cottewitz von der Rothenburger Herrschaft den Zins für Spree, Bremenhain, Noes, „Tolmisdorff“, Neundorf, Geheege und Uhsmannsdorf. Eine weitere belegte urkundliche Erwähnung fand Tormersdorf im Jahr 1410 in einer Görlitzer Ratsrechnung mit dem Kommentar, dass der Rat der Stadt drei Fuhren Heu aus dem Dorf holen ließ.
Das Gut gehörte der Rothenburger Herrschaft, seit 1452 war dies die Familie von Nostiz. Durch Erbteilung wurde das Gut 1512 ein eigenständiger Rittersitz, der ab 1686 wieder in ständigem Besitz der Rothenburger Grundherren war.
Durch den Prager Frieden von 1635 bekam Kursachsen die Markgraftümer Ober- und Niederlausitz vom Königreich Böhmen, somit gehörte auch Tormersdorf fortan zum Kurfürstentum.
Nach den Befreiungskriegen musste das Königreich Sachsen, das an französischer Seite kämpfte, 1815 eine Abtretung von Landesteilen an Preußen akzeptieren, unter anderem die gesamte Niederlausitz und der nordöstliche Teil der Oberlausitz. In der anschließenden Verwaltungsreform wurde Tormersdorf 1816 dem neugebildeten Kreis Rothenburg (Ob. Laus.) zugeordnet.
Eine Steingutfabrik wurde 1840 errichtet. An der gleichen Stelle sollen noch im 16. Jahrhundert Überreste einer alten Burg gestanden haben. Im Jahr 1859 wurde in Tormersdorf eine Schule gebaut. Bis dahin wurden die Kinder in die benachbarte Stadt Rothenburg eingeschult, in der die Gemeinde auch zeit ihres Bestehens eingepfarrt war.
Im Februar 1874 wurde Tormersdorf bei der Bildung der Amtsbezirke in den Amtsbezirk Uhsmannsdorf eingegliedert, in dem auch die Landgemeinden Geheege, Nieder-Neundorf, Noes und Uhsmannsdorf sowie die gleichnamigen Gutsbezirke und der Gutsbezirk Rothenburg verwaltet wurden. Bis 1928 wurden der Gutsbezirk Tormersdorf sowie ein Teil des Gutsbezirks Lodenau in die Gemeinde Tormersdorf eingegliedert.
Das 1898 gegründete Rothenburger Brüderhaus „Zoar“ hatte bei seinen Flächenzukäufen seit 1904 auch Grundstücke in Tormersdorf erworben. In der Anstalt wurden unter anderem geistliche Gemeindehelfer und Krankenpfleger ausgebildet sowie Alte, Kranke und Menschen mit psychischen Behinderungen gepflegt. In einem 1925 erworbenen Bauernhaus konnten Diakone im Ruhestand in Tormersdorf ihren Lebensabend verbringen. 1941 wurde „Zoar“ auf Druck der Nationalsozialisten umbenannt. Der neue Name „Martinshof“ erinnert an die Stifterfamilie von Martin, durch die bereits 1885 ein Siechenhaus in Rothenburg errichtet und finanziert wurde.

### Kriege und Naturgewalten
Kriege und Naturgewalten wirkten sich über Jahrhunderte immer wieder zerstörerisch aus. Der Gutshof brannte 1518 nieder, durch Flugfeuer wurde in jenem Jahr auch Rothenburg in Mitleidenschaft gezogen. Zu lebensbedrohlichen Neißehochwassern kam es unter anderem 1904 und im August 1938.
Truppendurchzüge und Einquartierungen haben 1813 im Rahmen der Befreiungskriege eine Last von 3475 Talern hinterlassen. Nach der Schlacht bei Bautzen schlugen russische Truppen Lager bei Rothenburg und Tormersdorf auf und plünderten das Dorf. Zwischen den Russen und drei nachdrängenden Regimentern französischer Kavallerie kam es am 24. Mai zu einem Kampf. Beim Abzug versuchten Russen mittels Pistolenschüssen die Strohdächer der Häuser in Brand zu schießen. Die Toten dieses Kampfes, fünf Kosaken und vier Franzosen, wurden östlich des Dorfes begraben. Die Grabstätte wurde alljährlich von Schulkindern gepflegt.
Im Jahr 1941 wurde das Gelände des Martinshofes in Tormersdorf in ein Wohn- und Arbeitslager für aus ihren Wohnungen vertriebene Juden umgewandelt. Die bisherigen Bewohner, meist psychisch Kranke, wurden am 17./19. Juni 1941 zur Klinik Pirna-Sonnenstein verbracht und dort Opfer des Euthanasieprogramms. Bis zu ihrer Deportation in die nationalsozialistischen Vernichtungslager Majdanek und Auschwitz-Birkenau 1943 lebten hier über 700 Juden aus dem Görlitzer und Breslauer Raum und mussten als Zwangsarbeiter in Unternehmen der Umgebung arbeiten.
Gegen Ende des Zweiten Weltkriegs wurde Tormersdorf zerstört. 100 Bewohner des Pflegeheims kamen nach ihrer Flucht im Februar 1945 in Adlkofen und Deutenkofen in Bayern an, von denen 67 in Adlkofen ihre letzte Ruhe fanden, wo ein Gedenkstein daran erinnert. Vor ihrem Rückzug aus Rothenburg hat die Wehrmacht im April 1945 alle Rothenburger Neißebrücken zerstört, so auch die nach Tormersdorf. Durch Stalins Westverschiebung Polens bis zur Oder-Neiße-Linie lag das zerstörte Dorf auf polnischem Territorium. Es wurde aufgrund der infrastrukturellen Abhängigkeit von Rothenburg nicht mehr aufgebaut. Einen noch zu Kriegszeiten eingerichteten Militärstützpunkt nutzte die polnische Armee weiter.

### Ortsname
Der Rektor Robert Pohl gab 1924 in seinem Heimatbuch des Kreises Rothenburg als slawischen Namen Tornow mit der deutschen Bedeutung Dorndorf an. Der Umstand, dass Arnošt Muka in den 1880ern bei seinen Erhebungen zur Statistik über die sorbische Bevölkerung in der Oberlausitz die Dörfer um Rothenburg gänzlich ignorierte, sowie die Nichtnennung eines sorbischen Namens durch Paul Kühnel im 1892 im Neuen Lausitzischen Magazin veröffentlichten Teil seiner Serie Die slavischen Orts- und Flurnamen der Oberlausitz deuten darauf hin, dass Tormersdorf bereits länger ein deutschsprachiges Dorf war und der sorbische Name außer Gebrauch kam.
Beim deutschen Namen ist Pohl geneigt, ihn mit Thor oder Donar in Verbindung zu bringen. Kühnel nennt Tormersdorff (1490), Thormerssdorff (1527) und Tormersdorf (1564) als Namensvarianten.

## Erinnerung

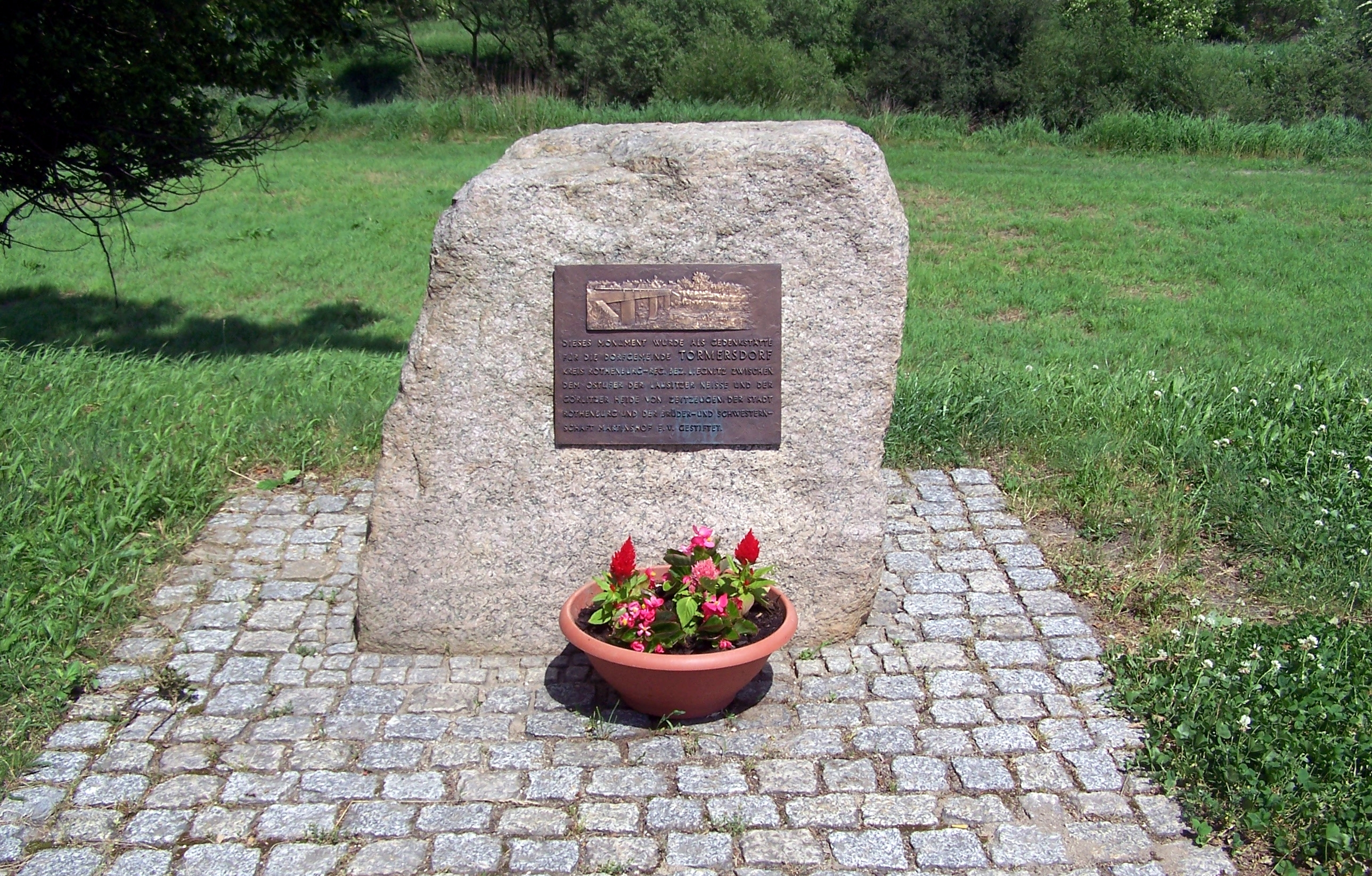
Gedenkstein an der Tormersdorfer Allee in Rothenburg

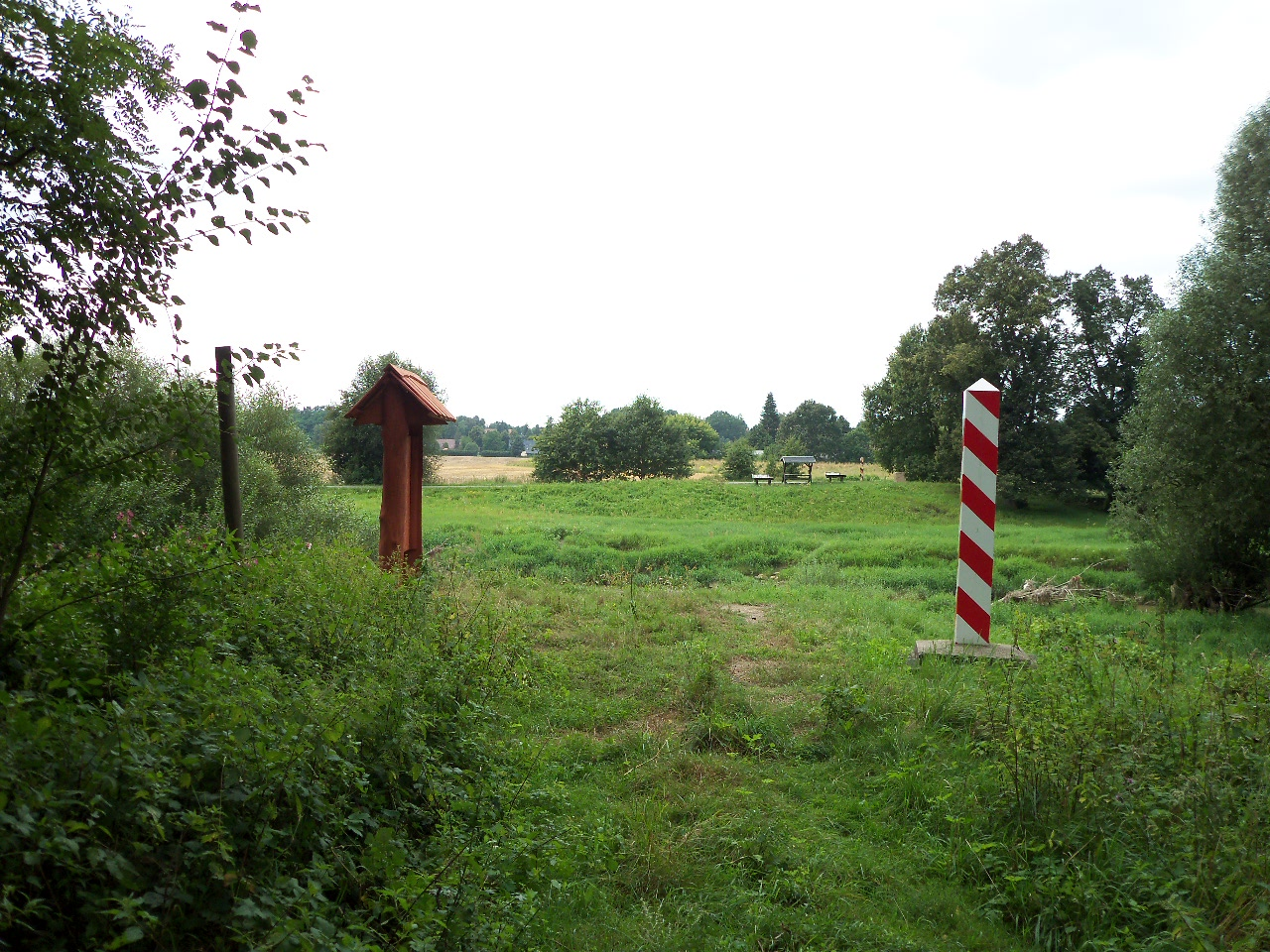
Blick vom polnischen Neißeufer zur deutschen Gedenkstätte

In Tormersdorf steht nur noch die Ruine eines Gebäudes. Die Hauptallee mit ihren inzwischen über 100-jährigen Eichen auf dem früheren Gelände der Brüderschaft „Zoar“ sowie der dort befindliche Friedhof sind noch zu erkennen.
Ein polnisches Denkmal erinnert an die Opfer des Zweiten Weltkriegs.
Von 1996 bis 2007 gab es Heimattreffen ehemaliger Dorfbewohner, die teilweise weite Anreisen auf sich nahmen. Durch Genehmigungen deutscher und polnischer Behörden sowie durch die Unterstützung der Freiwilligen Feuerwehr Deschka/Zentendorf konnte seit 2002 die Neiße an der Stelle der früheren Brücke mit Schlauchbooten überquert werden, so dass die Nutzung der Grenzübergänge in Ludwigsdorf oder Podrosche im Rahmen der Heimattreffen nicht mehr zwingend notwendig war.
Im August 1998 erhielt in Rothenburg der auf dem Deich zur früheren Neißebrücke führende Weg den Namen „Tormersdorfer Allee“. Ein Gedenkstein wurde am 14. Juni 2003 am Rothenburger Brückenende enthüllt.